# 生苗區
生苗區或稱生苗地，意為生苗世居地，包含而不限於中國歷史上的貴州省東南、貴州省東北以及湖南省西北部的地區。汉文化的中国中央政权自南北朝起开始使用“生”、“熟”作为区分异族族群内化程度的用词：生苗與熟苗相對，指沒有受到漢文化影響的苗族。在明朝以前多屬羈縻的地區，沒有真正進入版圖。
為了控制生苗區，明朝政府多次訴諸武力進行大規模的軍事征剿，甚至興建南長城圈限生苗的生活空間，將生苗與熟苗、漢人隔絕開來。生苗區與外界的接觸直到清朝雍正年間之後，才開啟商業與文化的交流。